# Златна превъзходна
Златна превъзходна (на английски: Golden delicious) е популярен в цял свят сорт ябълки. Сортът е създаден през 1890 г. във Вирджиния (САЩ) първоначално под името Mullin's Yellow Seedling, а от 1914 г. е преименувана на Golden delicious.
Сортът дава едри, жълти плодове, които узряват до средата на септември. При правилно съхранение консумацията им е възможна до месец април на следващата година. Ябълките „Златна превъзходна“ са много сочни и сладки, но за разлика от другия по-известен сорт Гала лесно се нараняват при транспортиране, поради което трябва да се предпазват от удари.